# Cataldo Gambino
Cataldo Vincenzo Gambino (Barletta, 4 ottobre 1937 – Barletta, 24 aprile 2021) è stato un calciatore italiano, di ruolo centrocampista.

## Carriera
In carriera ha militato esclusivamente in formazioni del Sud Italia, divenendo una  bandiera del Foggia, dove ha militato per 7 stagioni (5 in B e 2 in A) dal 1962 al 1969.
Ha totalizzato complessivamente 43 presenze e 4 reti in Serie A e 112 presenze e 16 reti in Serie B, tutte con la maglia dei satanelli, con cui ha ottenuto la promozione in massima serie (la prima della storia dei pugliesi) nella stagione 1963-1964.
I Goal in serie A sono stati realizzati nelle seguenti partite:
21/3/65: Foggia-Varese 3-0
16/10/66 Foggia-Venezia 3-0 
18/12/66 Foggia-Roma 2-2 
15/1/67 Foggia-Lazio 2-1
È stato, inoltre, capocannoniere in Serie C nella stagione 1961-1962 vestendo la maglia della Salernitana, totalizzando 17 reti.
Vanta due presenze nel 1962 nella nazionale serie C, la prima a Dublino nella partita vinta contro l’Eire per 3-0 e la seconda a Salerno contro Malta nella partita vinta 1-0.
Nell’estate 1966 il Cagliari lo chiese in prestito al Foggia per la tournée in Sud America.